# František Mikš (architekt)
František Mikš (26. prosince 1852 Praha – 25. října 1924 Praha) byl český architekt, žák a spolupracovník Josefa Mockera a autor historizujících církevních staveb.

## Život
Narodil se v rodině pražského měšťana, krejčovského mistra Františka Mikše (1819–1884) a jeho manželky Anny, rozené Divišové (1822–1907). Byl jejich jediný syn.
Dne 6. února 1886 se v Bubenči oženil s Františkou Pruhovou (1855–1890), dcerou učitele z Mlečic. Po smrti první manželky se 26. června 1894 v pražském chrámu sv. Víta podruhé oženil. Nevěstou byla Emilie Horová (1867–??). Ve druhém manželství se narodili syn František (1897–??) a dcera Antonie (1895–??).
Blízký vztah ke svému spolupracovníkovi vyjádřil Josef Mocker tím, že byl svědkem na obou Mikšových svatbách.
Žil v Holešovicích, v domě čp. 346.
František Mikš zemřel v Holešovicích, pochován byl na Olšanských hřbitovech.

## Dílo

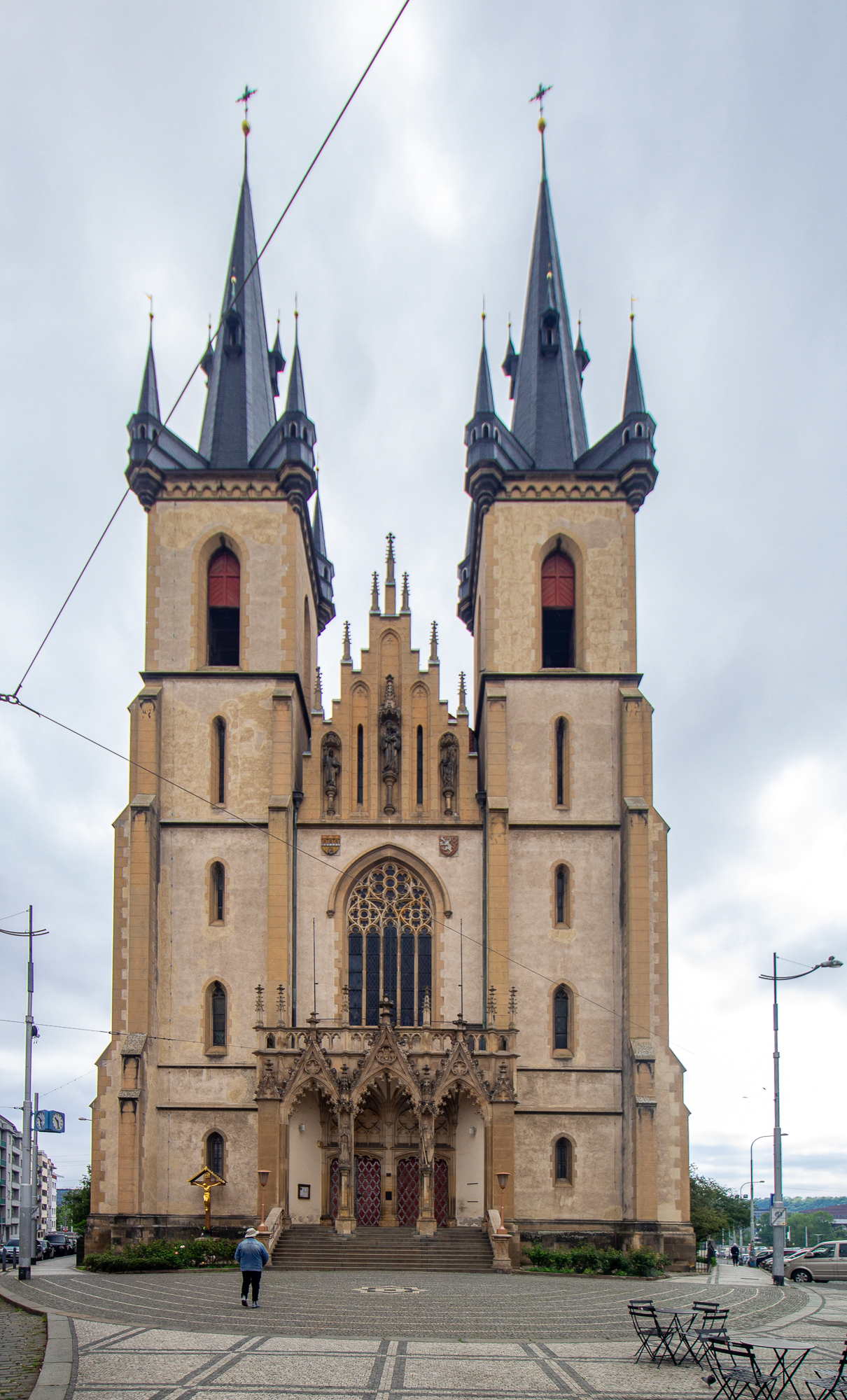
Kostel sv. Antonína Paduánského, Praha, projekt a stavba František Mikš

František Mikš pracoval nejprve jako stavební kreslič (Bauzeichner) u Josefa Mockera, dále jako stavitelský příručí, stavitel a architekt.
Výnosem c. a k. místodržitelství ze dne 15. září 1892 a podle výměru pražského magistrátu ze dne 26. září 1892 se stal stavitelem.

### Realizované stavby (autor)

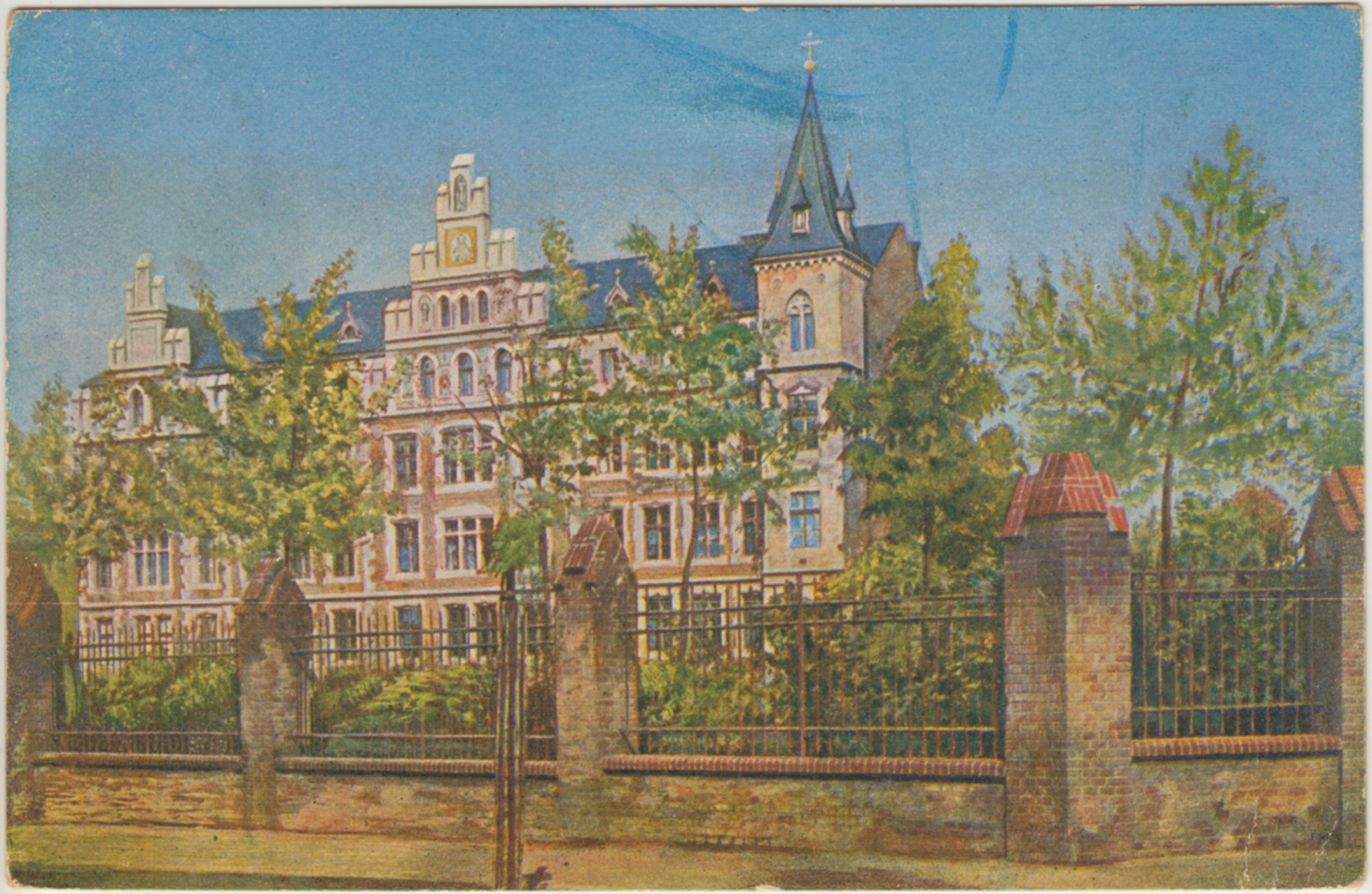
Arcibiskupské gymnázium, původní budova čp. 299 v Bubenči, před rokem 1918

- 1899 jmenován stavitelem kostela svatých Petra a Pavla na Vyšehradě[7]
- 1903 průčelí baziliky svatého Petra a Pavla na Vyšehradě (autor přestavby chrámu Josef Mocker)
- 1894 kostel svatého Antonína Paduánského (Praha), realizace 1908-1914[7]
- 1909-1911 Katolický ústav pro vzdělávání učitelů Kongregace školských bratří, Praha XIX - Bubeneč, čp. 299[7] V roce 1915 jej zakoupil kardinál Skrbenský pro Arcibiskupské gymnázium.[8] V letech 1923-1925 přestavěn a rozšířen Františkem Havlenou.[9][10]
- 1912 generální oprava kostela sv. Gotharda v Českém Brodě[11]
- 1913 kostel Narození sv. Jana Křtitele, Plaňany[12]

### Realizované stavby (spoluautor)
- 1888–1892 zastupoval Josefa Mockera na stavbě kostela svaté Ludmily na Královských Vinohradech[13][p 2]
- spolupráce s Josefem Mockerem při dostavbě chrámu svatého Víta v Praze[14]
- 1893 regotizace kostela sv. Klimenta, Praha (Nové Město), s Josefem Blechou (rozpracování projektu Josefa Mockera)[7]
- 1903 kostel svatého Prokopa (Žižkov), spolu s Josefem Mockerem

### Neuskutečněné návrhy
- 1898 návrh oltáře pro kostel svatého Prokopa v Praze na Žižkově
- 1905 soutěžní návrh na Zemský ústav pro choromyslné v Bohnicích, odměna[7]
- 1906 návrh přestavby Staroměstské radnice v Praze
- 1906 návrh regotizace kostela sv. Gotharda v Českém Brodě[11]
- 1907 návrh opravy portálu Týnského chrámu v Praze[15]

## Ocenění díla
Na výstavě architektů a inženýrů v Praze v roce 1898 obdržel stříbrnou medaili hlavního města Prahy za projekt kostela svatého Antonína Paduánského v Holešovicích.

## Zajímavost

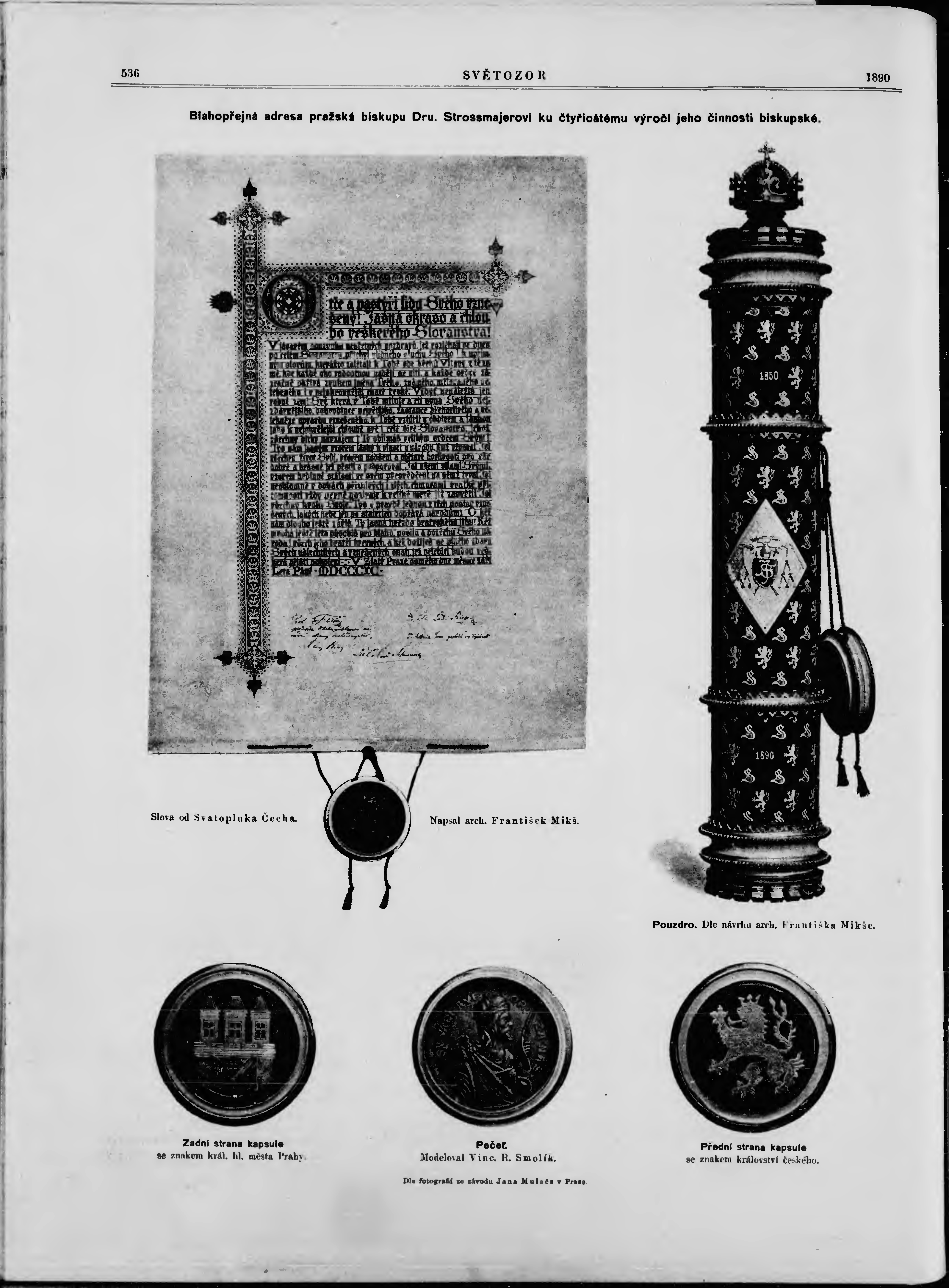
Svatopluk Čech (text), Fr. Mikš (písmo), blahopřání biskupu Strossmayerovi, 1890

O kresličské zručnosti Františka Mikše svědčí, že mu bylo v roce 1890 svěřeno ruční napsání, gotickým vladislavským písmem na pergamen, blahopřejného textu biskupu Strossmajerovi při příležitosti 40 let biskupské činnosti.